# Stary cmentarz żydowski w Mławie
Stary cmentarz żydowski w Mławie – kirkut, którego data powstania jest nieznana. Mieści się przy ul. Kruczej. W czasie II wojny światowej uległ dewastacji. Obecnie teren kirkutu jest nieogrodzony i zdewastowany. Na cmentarzu nie zachowały się żadne nagrobki. Cmentarz ma powierzchnię 1 ha.